# Mauges

Lage der Mauges im Südwesten der ehemaligen Grafschaft Anjou und des heutigen Départements Maine-et-Loire (rot)

Mauges ist die Bezeichnung einer westfranzösischen Landschaft innerhalb der ehemaligen Grafschaft Anjou bzw. des heutigen Départements Maine-et-Loire. Das Gebiet der Mauges ist weniger historisch als vielmehr naturgeographisch definiert.

## Lage
Naturgeographisch bildet das granit- und schieferreiche, sanft nach Süden abfallende Plateau der Mauges den äußersten Südosten des armorikanischen Massivs, welches weiter westlich einen Großteil der Bretagne ausmacht. Das Gebiet wird im Norden begrenzt durch die Loire, im Osten durch das Flüsschen Layon, im Westen durch die Sèvre Nantaise und die Moine; im Süden und Südwesten sind die Grenzen zur Vendée unscharf – man spricht deshalb manchmal auch von der Vendée angevine. Wichtigste Städte sind Cholet und Beaupréau; der bedeutendste Fluss im Innern der Mauges ist die von Süden nach Norden fließende Èvre, die bei Saint-Florent-le-Vieil in die Loire mündet. Höchster Punkt ist der Hügel von Trottières (216 Meter ü. d. M.)

## Wirtschaft
Frühmittelalterliche Bezeichnungen der Landschaft beinhalten alle das lateinische Wort metallica, was auf Erzabbau schließen lässt; doch wurden bislang keine Minen etc. gefunden. Abgesehen von einigen wenigen Klein- und Mittelstädten ist das Gebiet der Mauges in hohem Maße landwirtschaftlich geprägt. Im Osten der Mauges kann – anders als in den übrigen Teilen – sogar Weinbau betrieben werden.

## Geschichte
In der Gegend von Cholet wurden prähistorische Steinwerkzeuge gefunden, deren Alter zwischen 300.000 und 400.000 Jahren beträgt; auch Spuren des Neanderthalers mit einem Alter von 10.000 bis 100.000 Jahren wurden entdeckt. Es gibt auch einige prähistorische Monumente (Menhire, Dolmen) in den Mauges; keltische Stämme und Römer haben jedoch keine archäologischen Spuren hinterlassen.
In karolingischer Zeit gehörte das Gebiet zum Königreich Aquitanien; erst Fulco Nerra eroberte es in der 1. Hälfte des 11. Jahrhunderts für die Grafschaft Anjou. Die Existenz der beiden Städte Cholet und Beaupréau ist für die 2. Hälfte des 11. Jahrhunderts bezeugt.
Insgesamt lag das Gebiet der Mauges immer im Schatten der großen und bedeutenden Grafschaften (comtés) oder Herzogtümer (duchés) des Umlandes. Nur in der kurzen Zeit des Vendée-Aufstands, d. h. in den Jahren 1793 bis 1796 rückte die westfranzösische Landschaft für ein paar Jahre ins Blickfeld des französischen, teilweise sogar des europäischen Interesses. Vor allem viele unzufriedene Bauern schlossen sich der katholisch-royalistischen Bewegung an, die die anfänglich schwach besetzten republikanischen Garnisonen in den Städten (Cholet, Angers) relativ leicht bezwingen konnte. Letztlich endete die Bewegung jedoch in einer durch die Revolutionstruppen angezettelten Hinrichtungs- und Vertreibungswelle, die an Völkermord grenzt.

## Sehenswürdigkeiten

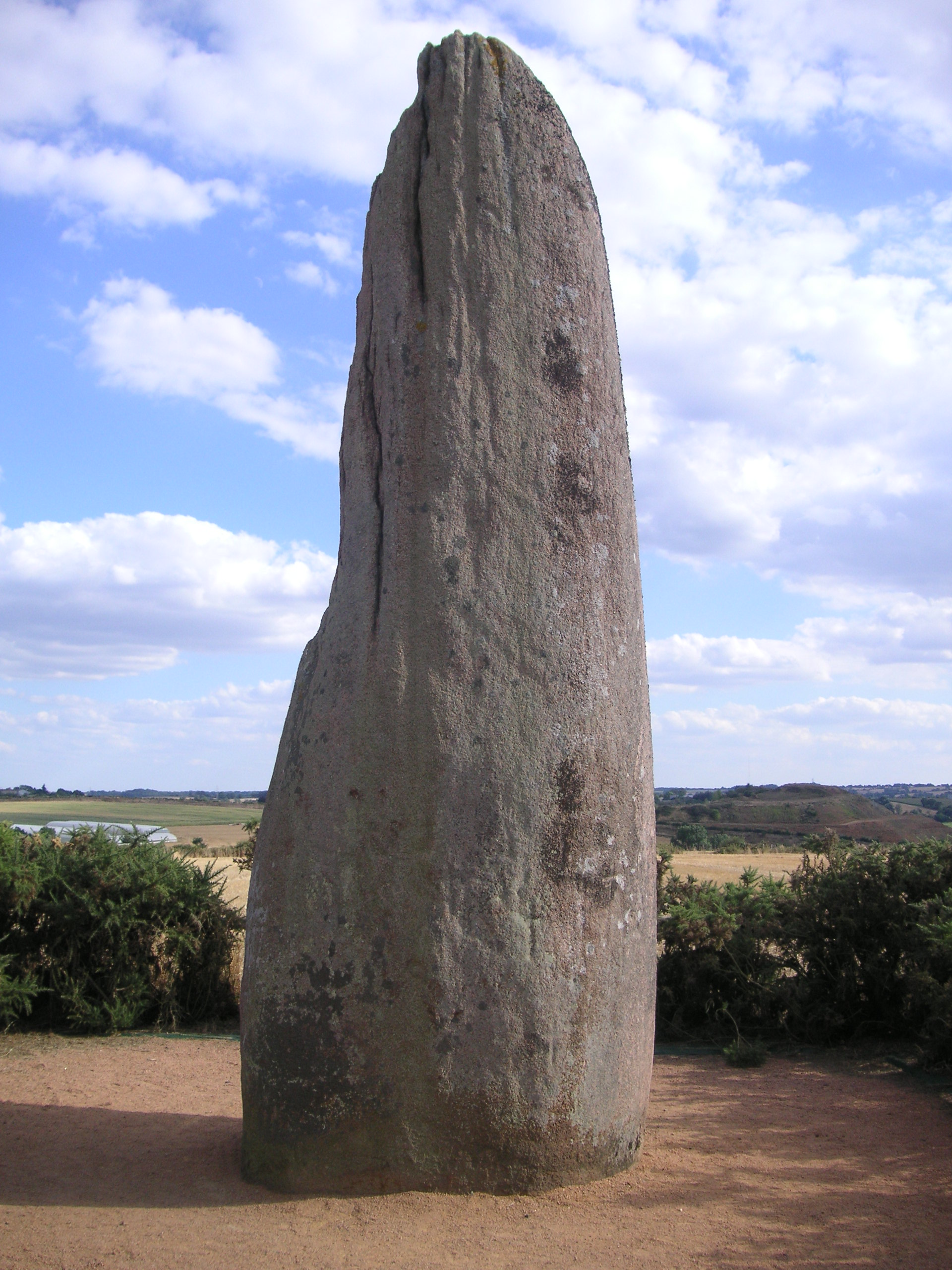
Menhir bei Saint-Macaire-en-Mauges

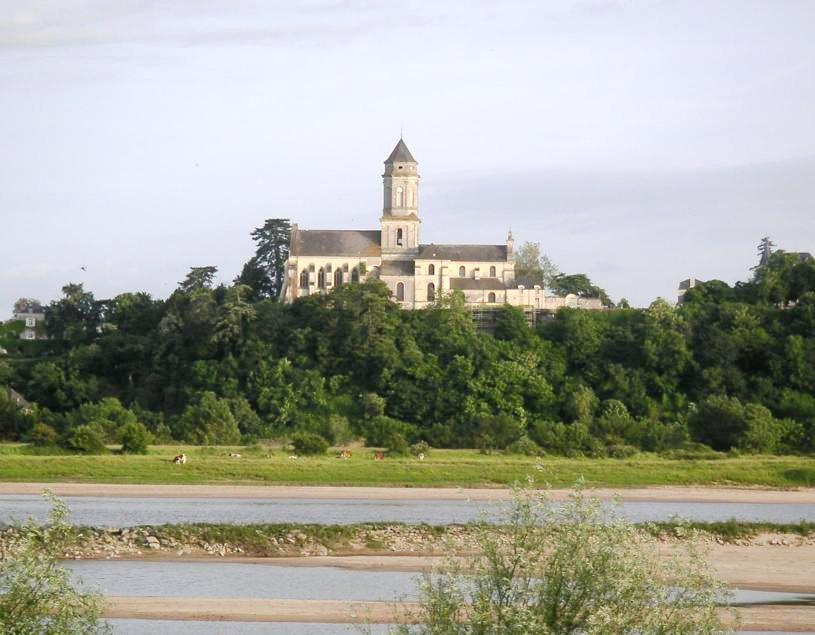
Abtei Saint-Florent-le-Vieil

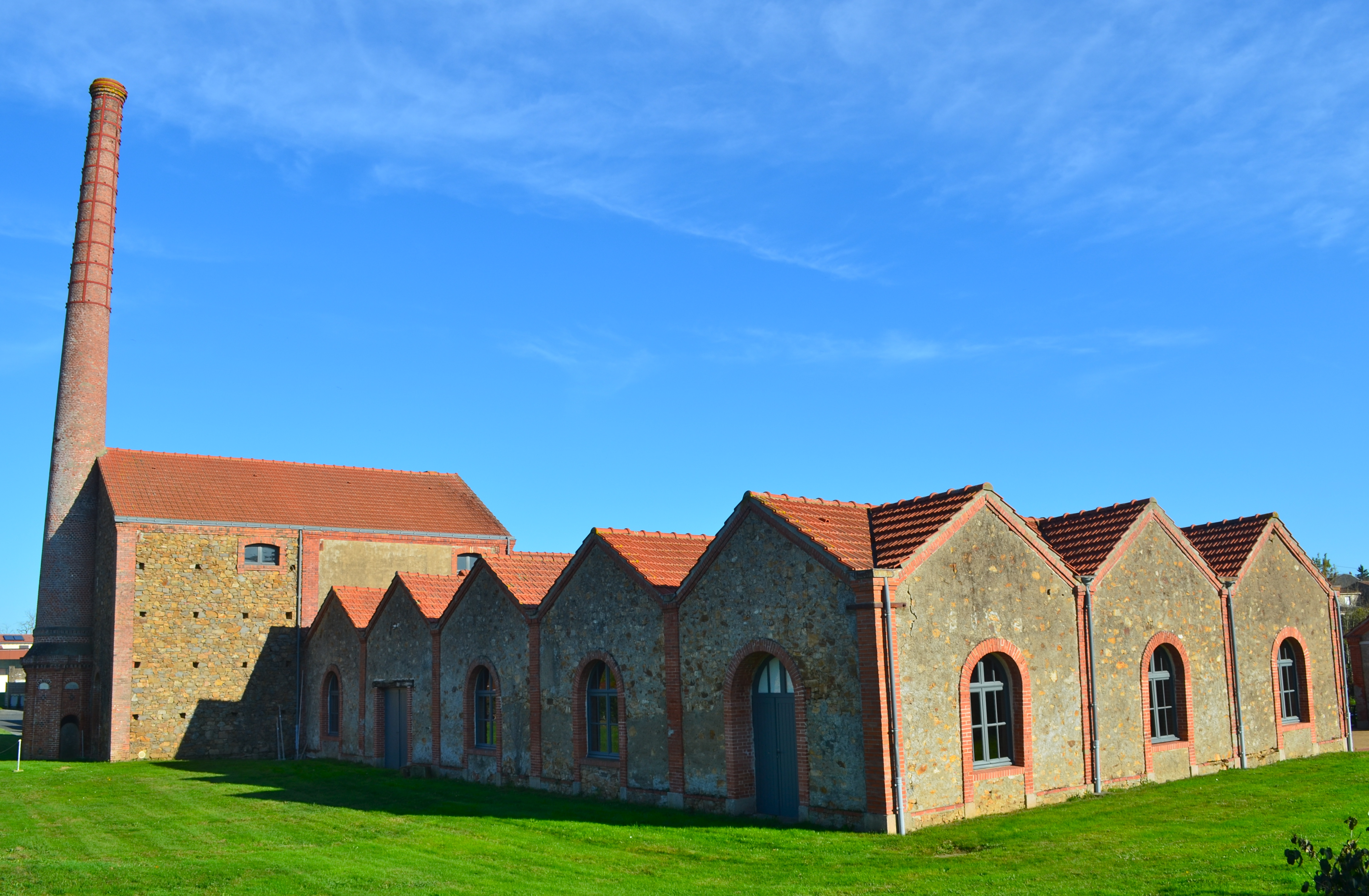
Textilmuseum in Cholet

Die Mauges gehören nicht zu den klassischen Kulturlandschaften Frankreichs – trotz starker religiöser Verankerung der Bevölkerung im Katholizismus fehlen romanische und gotische Kirchenbauten nahezu völlig.
Vorgeschichte
- Roc-en-Pail in Chalonnes-sur-Loire
- Menhir de la Garde, heute in Cholet
- Menhir La Haute-Borne in Saint-Germain-sur-Moine
- Menhir La Grande Pierre Levée in Saint-Macaire-en-Mauges

Kirchen und Klöster
- Abbaye du Montglonne (13. Jh.) in Saint-Florent-le-Vieil
- Chapelle de la Bernardière (15. und 18. Jh.) in Saint-Macaire-en-Mauges
- Chapelle Notre-Dame-de-Toutes-Aides (17. und 18. Jh.) in Maulévrier
- Église Notre-Dame (19. Jh.) in Beaupréau
- Église Saint-Pavin (19. Jh.) in Le Pin-en-Mauges
- Église Sacré-Cœur (20. Jh.) in Cholet

Burgen und Schlösser
- Château von Chemillé (12./13. Jh.)
- Château des Hayes (15./16. Jh.) in Andrezé
- Château de la Guérinière (17./18. Jh.) in Bégrolles-en-Mauges

Zivile Bauwerke
- Tour du Grenier à sel (16. Jh.) in Cholet
- Häuser des 15. und 16. Jh. in Maulévrier
- Mühle von l’Epinay in La Chapelle-Saint-Florent
- Moulin (13./14. Jh.) in Champtoceaux
- Brücke über die Èvre (15. Jh.) in Montrevault

Museen
- Musée d'art et d'histoire in Cholet
- Musée du textile in Cholet
- Musée Cathelineau in Le Pin-en-Mauges
- Musée d'histoire locale et des guerres de Vendée in Saint-Florent-le-Vieil
- Musée des métiers de Saint-Laurent-de-la-Plaine